# Robert Cecil
Robert Cecil, 3. markýz ze Salisbury (anglicky Robert Arthur Talbot Gascoyne-Cecil, 3rd Maruqess of Salisbury, 9th Viscount Cranborne, 9th Baron Cecil of Essendon) (3. únor 1830 – 22. srpen 1903) byl britský státník, člen Konzervativní strany, který po tři funkční období zastával funkci premiéra. Byl prvním britským předsedou vlády ve 20. století a posledním, který tuto funkci zastával po celé své funkční období jako člen Sněmovny lordů.

## Životopis

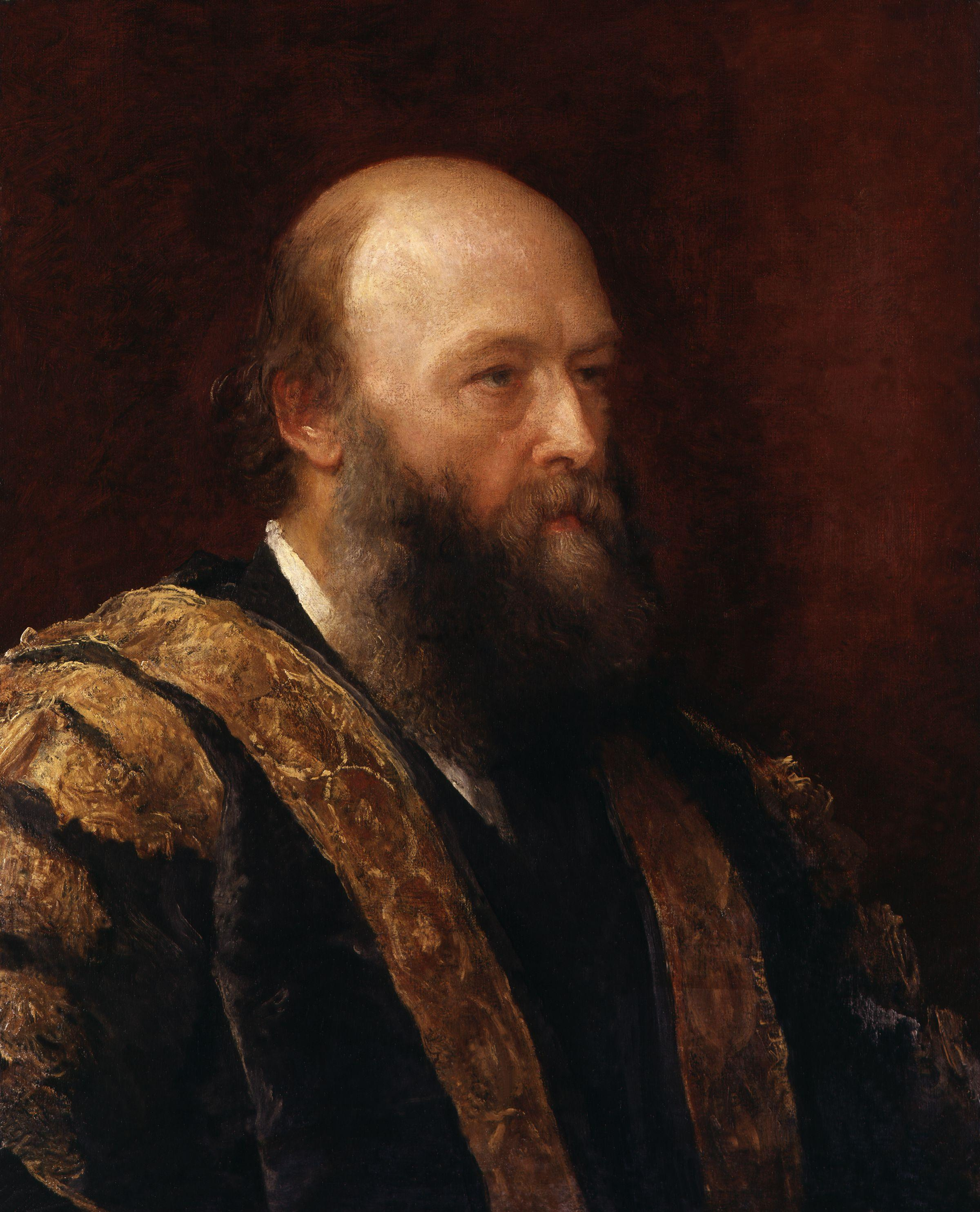
Portrét 3. markýze ze Salisbury Národní portrétní galerie Londýn

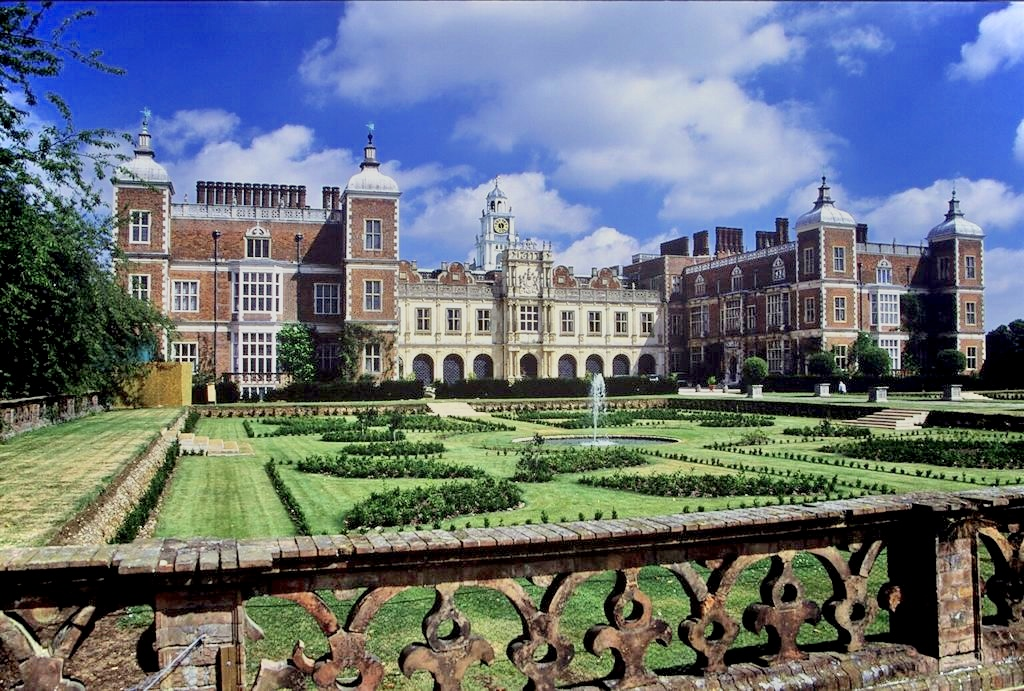
Zámek Hatfield House, hlavní rodové sídlo

Pocházel ze starého šlechtického rodu Ceciků, narodil se jako mladší syn 2. markýze ze Salisbury. Studoval na Eton College a později na Christ Church v Oxfordu. Poslancem Dolní sněmovny byl zvolen jako člen Konzervativní strany za obvod Stamford v roce 1853. Jako mladší syn markýze užíval původně titul lorda (Lord Robert Cecil), po smrti staršího bratra jako otcův dědic užíval titul vikomt Cranborne. V roce 1866 vstoupil do vlády Edwarda Smith-Stanleye jako ministr pro Indii. Následující rok v souvislosti s přijetím zákona reformujícího volební právo odstoupil, protože s ním nesouhlasil. Po smrti svého otce roku 1868 zdědil jeho titul markýze ze Salisbury a stal se členem Sněmovny lordů. V letech 1868 až 1871 byl prezidentem společnosti Great Eastern Railway, která byla v době jeho nástupu do funkce ve ztrátě. Na konci jeho funkčního období byla společnost v takovém stavu, že mohla vyplatit malé dividendy.
Do vládní funkce ministra pro Indii se vrátil v kabinetu vedeném Benjaminem Disraelim roku 1874. Postupně si s Disraelim vybudoval dobrý vztah. Roku 1878 nahradil ve funkci ministra zahraničí Edwarda Stanleye a účastnil se Berlínského kongresu. Za aktivitu na tomto jednání mu byl udělen Podvazkový řád.
Po Disraeliho smrti roku 1881 zavládl v Konzervativní straně zmatek. Cecil se stal vůdcem konzervativců ve Sněmovně lordů, ale vůdce celé strany nebyl zpočátku oficiálně jmenován. Ze střetu mezi Cecilem a Staffordem Northcotem, vůdcem konzervativní skupiny v dolní komoře, vyšel jako vůdce konzervativců vítězně Cecil.
V letech 1885 až 1886 byl předsedou menšinové konzervativní vlády. Nebyl schopen získat většinovou podporu v dolní komoře, ale poté co se Liberální strana rozpadla na dvě části (důvodem byl odlišný názor na irskou samosprávu) sestavil většinovou vládu, jejímž premiérem byl v letech 1886 až 1902.
Roku 1889 předložila jeho vláda zákon, který zabezpečoval rozšíření královského námořnictva a vyčleněné prostředky dosahovaly výše 20 miliónů liber. Jednalo se o největší expanzi námořnictva v době míru. Mělo být postaveno 10 nových válečných lodí, 38 křižníků, 18 nových torpédových lodí a 4 nové ozbrojené čluny.
Velmi se zajímal o zahraniční politiku a mimo funkce premiéra zastával i pozici ministra zahraničí. V době kdy hájil zahraniční zájmy země, prosazoval izolacionistickou politiku (Splendid isolation), tedy nezasahování do evropských záležitostí. Mezi další důležité události doby kdy byl premiérem je možno zařadit rozdělení Afriky, jejímž vyvrcholením byla fašodská krize a druhá búrská válka.
11. července 1902 zasažen smrtí manželky rezignoval. Nástupcem se stal jeho synovec Arthur Balfour. Robert Cecil zemřel 22. srpna následujícího roku.

## Rodina
V roce 1857 se oženil s Georginou Alderson (1827–1899), která byla dcerou soudce a statkáře Sira Edwarda Aldersona, nepatřila ale k nejvyšší šlechtě a rodina Cecilů se sňatkem nesouhlasila. Georgina se později stala nositelkou Řádu indické koruny. Z jejich manželství se narodilo osm dětí, všichni synové dosáhli vysokého postavení, nejznámějším z nich byl Edgar Robert Cecil (1864–1958), dlouholetý prezident Společnosti národů a nositel Nobelovy ceny míru. 
- 1. Lady Beatrix Maud Cecil (1858–1950), ∞ 1883 William Palmer, 2. hrabě ze Selborne (1859–1942), první lord admirality 1900–1905, ministr zemědělství 1915–1916, rytíř Podvazkového řádu
- 2. Lady Gwendolen Georgiana Cecil (1860–1945), spisovatelka, autorka otcova životopisu
- 3. James Edward Cecil, 4. markýz ze Salisbury (1861–1947), poslanec Dolní sněmovny, od roku 1903 jako dědic titulu markýze člen Sněmovny lordů, ministr obchodu Spojeného království 1905, lord prezident Tajné rady 1922–1924, lord strážce tajné pečeti 1924–1929, předseda Sněmovny lordů 1925–1929, rytíř Podvazkového řádu, ∞ 1887 Cicely Gore (1867–1955)
- 4. Lady Fanny Georgina (1862–1867)
- 5. Lord Rupert Ernest Cecil (1863–1936), biskup v Exeteru 1916–1936
- 6. Edgar Robert Cecil, 1. vikomt Chelwood (1864–1958), poslanec Dolní sněmovny, lord strážce tajné pečeti 1923–1924, lord kancléř vévodství lancasterského 1924–1927, prezident Společnosti národů 1923–1945, spisovatel, nositel Nobelovy ceny míru (1937), s titulem vikomta od roku 1923 člen Sněmovny lordů
- 7. Lord Edward Herbert Cecil (1867–1918), důstojník královské armády, plukovník, nositel Řádu za vynikajicí službu a Řádu sv. Michala a sv. Jiří, ∞ 1894 Violet Georgina Maxse (1872–1958)
- 8. Lord Richard Cecil (1869–1956), poslanec Dolní sněmovny, důstojník letectva za první světové války, 1941 s titulem barona Quickwooda povolán do Sněmovny lordů